# Krzysztof Węgrzyn
Krzysztof Węgrzyn (ur. 21 września 1953 w Gdańsku) – polski skrzypek i pedagog. Od 1993 jest profesorem, a od 2012 rektorem ds artystycznych Hochschule für Musik, Theater und Medien w Hanowerze.

## Życiorys
Krzysztof Wegrzyn jest absolwentem Akademii Muzycznej w Warszawie w klasie skrzypiec Zenona Brzewskiego.
Studiował również we Freiburgu pod kierunkiem Wolfganga Marschnera oraz w Londynie u Yfraha Neamana.
Gra na weneckich skrzypcach z XVIII wieku Domenico Montagnamy. W jego repertuarze znajdują się utwory m.in. Witolda Lutosławskiego, György Ligetiego, Luigi Nono, Alfreda Schnittkego, Arvo Pärta i Krzysztofa Pendereckiego.
Dokonał wielu nagrań radiowych, telewizyjnych i płytowych. Nominowany razem z Tomaszem Tomaszewskim do Nagrody Muzycznej Fryderyk '99 w kategorii Muzyka Współczesna – soliści: za album 'Violin Duos: Tansman, Spisak, Górecki, Moss, Krzysztof Węgrzyn i Tomasz Tomaszewski – skrzypce, Polish Contemporary Music, DUX.
Jest m.in. inicjatorem i dyrektorem artystycznym odbywającego się od 1991 roku co trzy lata w Hannowerze Międzynarodowego Konkursu Skrzypcowego im. Józefa Joachima (Hannover International Violin Competition – dedicated to Joseph Joachim), Gdańskich Międzynarodowych Seminariów Skrzypcowych, Festiwalu „Gdańska Wiosna” (1995-2007) oraz Konkursu Skrzypcowego „Młody Wirtuoz”.
Występował w Kwintecie Fortepianowym w składzie: Alicja Paleta-Bugaj, Tomasz Tomaszewski, Krzysztof Węgrzyn, Claude Lelong, Roman Jabłoński.
W 2008 roku swoim występem razem ze skrzypkiem Jarosławem Żołnierczykiem uświetnił koncert finałowy Festiwalu Jubileuszowego z okazji 40-lecia Orkiestry Kameralnej Polskiego Radia „Amadeus” oraz 40-lecie działalności dyrygenckiej jej założycielki i dyrektora – Agnieszki Duczmal.
Był pierwszym koncertmistrzem Orkiestry Filharmoniczno-Operowej w Hanowerze. Od 1993 roku jest profesorem, a od 2012 rektorem ds artystycznych Hochschule für Musik, Theater und Medien w Hanowerze.
Jego uczniami było wielu wybitnych skrzypków, późniejszych laureatów międzynarodowych konkursów skrzypcowych, m.in. Andrej Bielow, Mariusz Patyra, MinJung Kang, Alie Bekirova, Kana Sugimura, Agata Szymczewska.

## Członek jury
- 1991, 1994 – Konkurs im. Karola Lipińskiego i Henryka Wieniawskiego w Lublinie
- Międzynarodowy Konkurs Muzyczny im. Piotra Czajkowskiego w Moskwie
- Konkurs ARD w Monachium
- Konkurs im. Fritza Kreislera w Wiedniu
- 2001 – Konkurs im. Niccolò Paganiniego w Genui[10]
- Benjamin Britten International Violin Competition w Londynie
- Osaka International Chamber Music Competition & Festa
- 2010 – II Sendai International Music Competition[11]
- 2013 – I Międzynarodowy Festiwal Skrzypiec w Toruniu[12]

## Nagrody i wyróżnienia
- 1977 – laureat I nagrody na Konkursie im. Karola Szymanowskiego w Warszawie
- 1979 – laureat Międzynarodowym Konkursie Skrzypcowym im. Louisa Spohra we Freiburgu
- 1983 – laureat Konkursu Skrzypcowego w Montrealu
- 1984 – laureat I nagrody na Międzynarodowym Konkursie Skrzypcowym im. Rodolfo Lipizera w Gorizii
- 2004 – nagroda muzyczna Dolnej Saksonii za dokonania artystyczne, pedagogiczne i organizatorskie[13]

## Dyskografia
Violin Duos: Tansman, Spisak, Górecki, Moss, Krzysztof Węgrzyn i Tomasz Tomaszewski – skrzypce, Polish Contemporary Music, DUX